# العلاقات الأرمنية الأذربيجانية
لا توجد علاقات دبلوماسية بين أرمينيا وأذربيجان، ويعود ذلك إلى حد كبير إلى النزاع الدائر في مرتفعات قره باغ. وقد أقامت الدولتين الجارتين علاقات حكومية رسمية بين عامي 1918 و1921، أثناء استقلالها القصير عن الإمبراطورية الروسية المنهارة، بوصفها جمهورية أرمينيا الأولى وجمهورية أذربيجان الديمقراطية؛ وهذه العلاقات كانت قائمة منذ فترة ما بعد الثورة الروسية إلى أن احتلها وضمها الاتحاد السوفيتي. بسبب الحربان اللتين شنتهما البلدين في القرن الماضي – أحدهما من 1918 إلى 1921 والآخر من عام 1988 إلى عام 1994 – فإن علاقاتهما متوترة.

## التاريخ

### اشتباكات 2016
بعد وقوع الاشتباكات الأرمنية الأذربيجانية في عام 2016، التي قتل فيها ما يقدر بنحو 350 جندي ومدني من كلا الجانبين، أعلنت أذربيجان وقف إطلاق النار من جانب واحد (بدأت الاشتباكات عندما شنت القوات الأذربيجانية ضربات لاستعادة سيطرتها على الأراضي التي تسيطر عليها جمهورية مرتفعات قره باغ المنفصلة بدعم من أرمينيا)
و في ال 28 من شهر سبتمبر أعلنت أرمينيا الحرب على أذربيجان بعد تمرد في قره باغ.

### اشتباكات 2020
كانت هناك اشتباكات محلية عنيفة على الحدود الأرمينية الأذربيجانية في مقاطعة تافوش بأرمينيا (الجزء الشمالي الشرقي من البلاد) ومنطقة توفوز الأذربيجانية في الفترة من 12 حتى 18 يوليو 2020. وقد أودت الاشتباكات التي شملت المدفعية والدبابات والطائرات بدون طيار بحياة ما لا يقل عن 16 جنديًا من كلا الجانبين، بمن فيهم جنرال أذربيجاني.
في 27 سبتمبر 2020، استؤنف القتال العنيف على طول خط التماس بين قوات كاراباخ وأذربيجان، حيث أعلنت أرمينيا وناغورنو كاراباخ وأذربيجان الأحكام العرفية وتعبئة السكان الذكور.